# Войново (Варминьско-Мазурское воеводство)
Войно́во, другие предыдущие наименования — Экертово, Экертсдорф (пол. Wojnowo, Ekiertowo, нем. Eckertsdorf) — деревня в Польше в сельской гмине Ручане-Нида Пишского повета Варминьско-Мазурского воеводства.
Село располагается в 7 км от административного центра гмины города Ручане-Нида, 23 км от административного центра повета города Пиш и в 65 км от административного центра воеводства города Ольштын.

## История
До 1945 года деревня находилась в составе Восточной Пруссии. После Второй мировой войны деревня была передана в состав Польши.
2 декабря 1831 года старообрядческий купец федосеевского толка Сидор Борисов, проживавший до переезда в Восточную Пруссию под городом Сувалки, купил земельный участок на берегу реки Крутыня и 1504 моргов леса. Возвратившись в это место со своими товарищами после подавления польского восстания, он приступил с постройке домов. Это поселение он назвал Войново в честь одноимённой деревни в Витебской губернии, где он родился в 1778 году.
В 1839 году в селе было 34 домов с 298 жителями. В начале 1848 года в деревню прибыл известный федосеевец Павел Леднев, который основал здесь Свято-Троицкий монастырь. Павел Леднев возглавлял монастырь до 1867 года, когда перешёл в единоверие. Этот монастырь стал в середине XIX века важным духовным центром старообрядцев-федосеевцев, проживавших в западных губерниях Российской империи. Павел Леднев также основал женский монастырь в деревне Спыхово недалеко от деревни Войново.
В 1862 году деревня получила статус сельской гмины. В 1876 году в деревне была основана начальная школа с 118 учениками, в которой преподавало 3 учителями. С 1900 года большинство жителей деревни составляли мазуры.
В 1912 году в деревне была построена старообрядческая моленная, которая сохранилась до нашего времени. В 1935 году прусские власти переименовали деревню в Экертсдорф. Позднее село называлось как «Экертово». В 1939 году в деревне проживало 609 жителей. Во время Второй мировой войны в селе находился лагерь для военнопленных.
До 1973 года к сельской гмине Войново принадлежала деревня Майдан.

## Достопримечательности
- Старообрядческое кладбище при церкви Успения Пресвятой Богородицы;
- Деревянные избы и усадьбы старообрядцев второй половины XIX — начала XX веков.

Памятники культуры Варминьско-Мазурского воеводства
- Церковь Пресвятой Богородицы, построенная по проекту единоверческого священника Александра Аваева из Твери. В настоящее время принадлежит Польской автокефальной церкви;
- Моленная беспоповцев;
- Свято-Троицкий монастырь. Первоначально принадлежал федосеевцев. В настоящее время не действует; в монастыре сегодня находится музей.

## Галерея
- Церковь Успения Пресвятой Богородицы
- Моленная беспоповцев
- Бывший Свято-Троицкий монастырь
- Изба старообрядцев